# M8 (танк)
105mm Armored Gun System (AGS), M-8 — опытный лёгкий авиадесантный танк США 1980-х годов. Разрабатывался с начала 1980-х годов фирмой FMC в инициативном порядке. На вооружение в США M-8 принят так и не был из-за сокращения финансирования в 1990-х годах, а его авиадесантная специализация не позволила наладить экспортные поставки, поскольку в роли обычного лёгкого танка он уступал разработанному в то же время «Стингрею». Все работы по танку были прекращены к 1996 году.

## M8 в массовой культуре

### Кино
Модель танка фигурирует в фильме Команда-А 2010 года, когда героям приходится десантироваться на нём из падающего самолёта.

### Компьютерные игры
Танк присутствует в игре Armored Warfare в версиях M8 Buford и Thunderbolt II.
Танк присутствует в игре War Thunder
Танк присутствует в игре Wargame: Red Dragon.